# 岩月謙司
岩月 謙司（いわつき けんじ、1955年2月8日 - ）は、日本の生物学者、理学博士、元香川大学教授。専門は動物生理・行動学。著作業としては社会心理学、対人関係学。実質的には愛着理論を叩き台にした恋愛や親子関係に関する著書が多い。

## 経歴
山形県村山市に生まれる。1973年、山形県立山形南高等学校卒業。1978年に早稲田大学教育学部理学科生物学専修を卒業した後、1983年、筑波大学大学院博士課程生物化学研究科修了 （専門は生物物理化学）。筑波大学 理学博士　論文の題は「Physiological Studies on the Light-Induced Motile Responses in Paramecium(原生動物ゾウリムシ(Paramecium)における光反応の生理学的研究)」。テキサス工科大学や日本石油化学株式会社中央技術研究所の研究員を経て、1991年、「日本にとって真の国際化とは」で東洋経済新報社主催・第8回高橋亀吉記念賞の佳作に入選。1992年、香川大学専任講師となる。1993年に同助教授となり、1999年には同教授に就任。
生物学者としてはミドリゾウリムシやオオマリコケムシの研究をおこなっていたが、やがて社会心理学的エッセイを書いてベストセラーとなる。親から充分な愛情を与えられなかったことによる幼児期の不満や怒りが、子供の心に傷として残ると成長後に不倫や援助交際等の性的逸脱行動や摂食障害を起こす原因になると主張し、これを「思い残し症候群」と命名。さらにこの思い残しを治療すると称して複数の相談者（女性が多かったが、男性の相談者もいる）にオムツを付け、哺乳瓶をあてがい、風呂に入れ、添い寝する等、「育て直し」という心理療法を行い、マスメディアで話題となった。
誤解されがちだが、こうした治療法自体は再養育療法などの名で以前から存在し、岩月独自の治療法というわけではない。ただし治療者の自宅（自宅の建物の中に治療の場を元々設定している場合は別として）というプライベートな空間にクライエントを呼んで治療を行ったり、クライエントの体に触れたり着衣を脱がせるなどクライエントの安全性（性的安全性を含む）を脅かすことは、専門の教育を受け資格を持って仕事をする治療者であればやる者はいない。
後述の事件とその裁判を経て、香川大学は、2006年3月27日付で岩月を懲戒解雇した。

## 岩月ブームと両極端の反応
前述のように「育て直し」はかつてより存在する治療法だが、2002年2月10日に日本テレビ系ドキュメンタリー番組「NNNドキュメント'02」にて映像化・放映（タイトル「育てなおし〜思い残し症候群」）され、またショッキングな内容であったことから一躍話題の人物となった。
なお、1998年3月17日にもフジテレビ系ドキュメンタリー番組「NONFIX」で「思い残し症候群…育てなおしの現場から」が放映されているが、当時はインターネットが未普及であったことなどから、こちらはほとんど話題にならなかった。
信仰に近い感情を抱く者が多く現れ、出版不況の中、岩月の著書は「確実に10万部が出る」として出版社から重宝がられた。ブームの絶頂期に上梓した『女性のオトコ運は父親で決まる』はTSUTAYA等で毎月売上ランキングの上位を占め、また『女は男のどこを見ているか』は結婚適齢期の男性を中心に爆発的に売れ、売上部数は20万部を超えた(ただし、適齢期の女性購読者を視野に入れていた岩月にとっては想定外の福音だった)。その一方で『娘がいやがる間違いだらけの父親の愛』など、後述の事件を暗示する著作もあった。なお、岩月の著作には参考文献リストが皆無である。岩月ブームに乗って、勤務先の香川大学でも「育て直し」に関する著作群を公式サイトで紹介していた。後述の裁判では、検事の冒頭陳述で岩月に医師や臨床心理士の資格がないことが指摘されていたが、岩月は著作の中でそういった資格を自分は所持していない旨をはっきりと言及している（「茶飲み話」という語彙を著作で多用したのはそのためである）。
一方で、2ちゃんねるを中心に、所謂アンチが多く現れた。岩月は著作のあとがき等で、こうした匿名性の強いインターネット掲示板等を媒介した誹謗・中傷を「卑怯」で「心を汚す行為である」と激しく批判している。また、岩月の言動や著作を分析する「検証サイト」も現れた。

## 準強制猥褻事件

### 事件と裁判
2002年4月27日から翌28日にかけ、テレビ番組や著書で岩月を知って神経症の相談に訪れた東京都内在住の20歳代の女性に高松市の自宅でカウンセリングを行った。その際、「『幸せ恐怖症』が相当強い」、「おまえは女を楽しんでいない」、「父からのセクハラと母の嫉妬がかかっている」、「今が自己分析をするチャンスだ」などと話し、自宅で一緒に入浴したり、寝室で治療と称して胸や下腹部を触るなどの猥褻な行為を働いたとして2002年5月に刑事告訴される。告訴前、事が公になることをおそれた岩月は金銭的手段による和解を被害者女性に対して提案したが、被害者女性は「金銭の問題ではない」と一蹴、事件の全貌と余罪が裁判で明らかになった。
2003年3月に香川県警により書類送検されたが、同12月、高松地検は嫌疑不十分で「女性の供述に信頼性が足りない」、「容疑者の言い分を排斥できない」などとして不起訴となった。
ところが、2004年7月、高松検察審査会が「わいせつの故意がある」などとして不起訴不当と議決。このため岩月は2004年12月7日に準強制猥褻罪の容疑で逮捕される。逮捕当初は「風呂で（女性の）背中を流しただけ」などと否認していたが、翌8日になって「下着の上から下腹部を触った」と容疑を認める供述をした。また、25日までに岩月は複数の女性に対し、同様の行為をしていたとも供述した。供述起訴状によると、岩月は2002年4月26日午後1時20分ごろ、神経症的な症状に悩む被害者女性に対して自宅に来るよう電子メールを送信。同27日午後11時頃から28日午後2時50分頃まで、自宅にて岩月に従うのが心理療法上、治療に必要であるかのように、言葉巧みに誤信させて抵抗できなくしたうえで、（上述の）わいせつ行為を実行した。2004年12月24日に起訴され、岩月は5人の弁護団とともに裁判に臨んだ。2005年3月11日、午後1時より始まる初公判冒頭で検事は、香川大学幸町キャンパスの北側道路に面する、教育学部棟の岩月研究室の捜査で未使用避妊具を複数個、押収した旨を陳述した。
2005年6月22日、岩月は被害者女性に対し、事実に反する刑事告訴で肉体・精神的苦痛を受けたとして、この女性を相手取り慰謝料など計2,750万円の損害賠償を求める民事訴訟を高松地裁に起こした。
この逆提訴の訴状では、「育て直し療法」について、女性が療法の意味を理解した上でスキンシップを希望し、自ら服を脱いで抱きついた、身体的接触を自ら求めたと主張した。
2005年7月19日に拘置所から保釈。
2006年3月23日に高松地裁で懲役2年の実刑判決を受ける（この判決の中で増田耕児裁判長は岩月が「タントラ」と称して約20人の女性相談者と性的行為に及んでいたと事実認定した）。
2007年5月10日、高松高裁（柴田秀樹裁判長）における控訴審で懲役2年執行猶予3年の有罪判決を受ける。
しかし岩月と弁護団は無罪を主張し、2008年7月、最高裁に上告。2009年12月8日、上告審において最高裁第2小法廷（竹内行夫裁判長）は、被告側の上告を棄却する決定をし、懲役2年の一審判決を破棄。懲役2年、執行猶予3年の二審高松高裁判決が確定した。

### 香川大学の対応
岩月の勤務先であった香川大は、上記事件での告訴後の2003年11月に学内に6人のメンバーと弁護士2人による調査会を設置したが、双方の言い分に食い違いがあるため、真相の解明に至らず、翌年3月に調査会を解散した。
高松地検の不起訴処分を受け、2004年4月、加野芳正教育学部長は岩月を「誤解を受けるような行動は慎むように」などと厳重注意処分にした。また木村好次学長は岩月の育て直しを「学外の私的な行動」とコメントを加えて、遺憾の意を表した。しかし、同年7月15日の同学長主催による香川大学フレンドリー・ナイトスポット第4回(学生、教職員約30人参加)において岩月は司会を任されており、講演もこなした。また、岩月の著作群では岩月が大学の研究室を使って茶飲み話と称してクライアントのカウンセリングを行っていたことを記載しており、「育て直し」というスパンで広義にとらえた場合「学外の私的な行動」とは言い難い。
同年12月7日に岩月が準強制猥褻罪の容疑で逮捕、起訴された際、同大の高木健一郎理事、木村好次学長は4月時のコメントと同様にあくまで「大学を離れた私的なこと」と判断、岩月を休職処分とした。被害者への謝罪としては、加野教育学部長が「申し訳なく思っている」と述べた。
2006年3月23日の高松地裁による実刑判決を受け、香川大学（一井真比古学長）は人事審査委員会と教育研究評議会を開いて岩月本人の弁明も聴いた上で処分内容を審議した。実刑判決に加え、公判を通じて「タントラ」行為が事実認定された点を重視し、大学の名誉や信用を大きく傷つけたことを処分の理由として、岩月は3月27日付で懲戒解雇された。
同大における教授の懲戒解雇は初めてであった。

## 著書
- 『男と女のラブゲーム』STEP、1992年
- 『人はなぜ人間関係に悩むか』あさ出版、1997年
  - 改題『人の望むようにしすぎる人、平気で人を支配したがる人』　2002年
- 『家族のなかの孤独―対人関係のメカニズム』ミネルヴァ書房、1998年
- 『他人(ひと)にいい顔をして何になる』ドリームクエスト、1999年
- 『女性のオトコ運は父親で決まる』二見書房、1999年　新潮文庫、2003年
- 『娘の結婚運は父親で決まる　家庭内ストックホルムシンドロームの自縛』NHKブックス、1999年　新装版　WAVE出版、2012年
- 『娘がいやがる間違いだらけの父親の愛』講談社、2000年
- 『身近な人との人間関係につまずかない88の法則―愛とやさしさの人間行動学』大和書房、2000年
- 『母親よりも恵まれた結婚ができない理由―女性の「オトコ運」を母の嫉妬がくるわせる』二見書房、2000年　
  - 改題『幸せな結婚をしたいあなたへ』新潮文庫、2003年
- 『自分にウソをついて何になる』ドリームクエスト、2000年
- 『思い残し症候群―親の夫婦問題が女性の恋愛をくるわせる』NHKブックス、2001年
- 『子どもを愛する力をつける心のレッスン』講談社、2001年
- 『オトコ運が劇的に変わる！カウンセリング』大和出版、2001年
- 『無神経な人に傷つけられない88の方法―「心の感度」の高い人ほど人間関係に悩む』大和書房、2002年　新装版2009年
- 『メルヘンセラピー・般若になったつる―絵語りで癒す心のほころび』佼成出版社、2002年
- 『女は男のどこを見ているか』ちくま新書、2002年
- 『ずっと彼氏がいないあなたへ』WAVE出版、2002年　新装版2008年
- 『なぜ、男は「女はバカ」と思ってしまうのか』講談社+α文庫、2003年
- 『なぜ、白雪姫は毒りんごを食べたのか』新潮社、2003年
- 『娘は男親のどこを見ているか』講談社＋α新書、2003年
- 『母を恋して太る人、彼を愛してやせる人―「3日後日記」でダイエットに成功する！』マキノ出版、2003年
- 『ひねくれた人に振り回されない88の方法―誠実で親切な人ほど傷つけられて悩む』大和書房、2003年　新装版2008年
- 『なぜ、女は「不可解な行動」をするのか―うまくいかない「男と女」の謎』三笠書房、2003年
- 『ムリして頑張って何になる』ドリームクエスト、2004年
- 『職場の「やっかいな女性」を説得する技術―なぜ彼女はすぐに反発してくるのか』青春出版社、2004年
- 『恋愛日記―岩月謙司プロデュース』WAVE出版、2004年
- 『なぜ、女は恋や仕事に臆病になってしまうのか』小学館、2004年
- 『なぜ、母親は息子を「ダメ男」にしてしまうのか』講談社＋α新書、2004年
- 『男は女のどこを見るべきか』ちくま新書、2004年
- 『結婚力―30代でかなえるハッピーウエディング』マキノ出版、2004年

## 共著
- 『心の教育あしたへの風』（内田玲子、板野敦子との共著、青少年交流振興協会/編集）アートヴィレッジ星雲社、1999年
- 『くらたま&岩月教授のだめ恋愛脱出講座』（倉田真由美との共著）青春出版社、2002年

## テレビ・ラジオ出演
- 文化放送 午前7時 「小西克哉のなんだ?なんだ!」 思い残し症候群について 約10間 生放送出演(1997)
- テレビ朝日 スーパーモーニング　思い残し症候群(1997)
- テレビ朝日 スーパーモーニング　思い残し症候群(1998)
- フジテレビ　ドキュメンタリー番組 NONFIX　思い残し症候群〜育て直しの現場から〜(1998)
- 文化放送 午前7時30分〜40分 「小西克哉のなんだ?なんだ!」 家庭内ストックホルムシンドローム(1999)
- TBSテレビ・CS放送(全国放送) 15分 恋愛について(その1)(1999)
- TBSテレビ・CS放送(全国放送) 15分 恋愛について(その2)(1999)
- TBSテレビ・CS放送(全国放送) 15分 恋愛について(その3)(1999)
- TBSテレビ・CS放送(全国放送) 15分 恋愛について(その4)(1999)
- TBSテレビ・CS放送(全国放送) 15分 恋愛について(その5)(1999)
- TBSラジオ 「トヨタ・うわさの調査隊」 過飲症について 約7分出演(1999)
- TBSラジオ 森本毅郎のスタンバイ 約6分出演 『過飲症』(1999)
- 毎日放送 ちちんぷいぷい 過飲症について 生放送20分(1999)
- テレビ朝日 恋愛中毒・薬師丸ひろ子のすべて 恋愛中毒について(2000)
- NHKラジオ第1放送 (全国放送) いきいきホットライン 午後5:05〜午後5:55までの約1時間の生放送 父と娘について(その1)(2000)
- NHKラジオ第1放送(全国放送) いきいきホットライン 午後5:05〜午後5:55までの約1時間の生放送 父と娘について(その2)(2000)
- NHKラジオ第1放送(全国放送) いきいきホットライン 出演 「母と娘」 午後5時〜6時(2001)
- NHKラジオ第1放送(全国放送) いきいきホットライン 出演 アンコール特集・3月6日放送の再放送「母と娘」(2001)
- TBSテレビ 回復!スパスパ人間学 出演 親で決まるオトコ運(家庭内ストックホルムシンドローム) 約1時間(2001)
- 日本テレビ きょうの出来事 報道特集 思い残し症候群 約11分(日本テレビ放送網、報道部奨励賞受賞)(2001)
- 日本テレビ NNNドキュメント'02　思い残し症候群　約30分のドキュメンタリー番組　2月10日放送(2002)
- TBSテレビ　報道番組　思い残し症候群　約20分　3月25日放送(2002)
- 日本テレビ 激闘カリスマ先生!約15分　4月13日放送および9月29日（再放送）(2002)
- フジテレビ　FNNスーパーニュース　スーパー特報　ニッポン迷走白書(5)　育て直し療法の真実　20分　9月9日放送(2002)
- TBSテレビ　私の何がイケないの?　女性の驚きのカラダ20連発！2時間半SP 　約120分　12月24日放送(2012)
- TBSテレビ　私の何がイケないの?　女性の驚きのカラダ20連発！2時間半SP 　約120分　4月1日放送(2013)